# Repris
För andra betydelser, se Repris (olika betydelser).
En repris eller återutsändning syftar inom etermedia (exempelvis TV eller radio) på en ny sändning av ett tidigare sänt radio- eller TV-program.

## TV-repriser
TV-repriser är vanliga under sommarsäsongen, då människor i högre utsträckning håller sig utomhus, samt i juletider av mer traditionella skäl.